# TVR T350
TVR T350 — спортивний автомобіль британської компанії TVR 2002–2006 років, що випускався з склопластиковим кузовом купе.
Збудований на платформі моделі TVR Tamora з 6-циліндровим 24-клапанним рядним мотором об'ємом 3605 см³ потужністю 355 к.с. (261 кВт) при 7200 об/хв., крутним моментом 393 Нм при 5500 об/хв. Авто розвивало максимальну швидкість 257 км/год, прискорення 0-100 км/год за 4,4 сек, 0-160 км/год — 9,5 секунд.
На його базі було збудовано спортивно-гоночні автомобілі серії TVR Sagaris, що доволі успішно брали участь у автомобільних перегонах.